# Carlo Colombi
Carlo (auch: Charles) Colombi (* 15. Januar 1883 in Lausanne; † 23. September 1966 ebenda) war ein Schweizer Ingenieur und Hochschullehrer.

## Leben
Carlo Colombi war der Sohn des Juristen und Politikers Luigi Colombi und dessen Ehefrau Maria Hofer.
1906 erwarb er sein Maschinenbau-Diplom an der Ingenieurschule der Universität Lausanne (Ecole polytechnique de l’Université de Lausanne, EPUL, heute: École polytechnique fédérale de Lausanne, EPFL). Anschliessend war er bis 1914 bei Brown Boverie & Cie. als Ingenieur tätig.
Von 1914 bis 1945 lehrte er als ausserordentlicher und von 1945 bis 1955 als ordentlicher Professor an der EPUL.
Carlo Colombi war verheiratet mit Henriette Reber.

### Wissenschaftliches und publizistisches Wirken
Seine wissenschaftliche Tätigkeit konzentrierte sich überwiegend auf die theoretische Thermodynamik und die Thermodynamik von Dampf- und Gasmaschinen. Hierzu verfasste er zahlreiche Abhandlungen über die Herstellung von mechanischer Energie und Wärmeenergie, die in schweizerischen, französischen und italienischen Fachpublikationen erschienen.

## Schriften (Auswahl)
- Carlo Colombi; Charles Colombi: Studio sulla teoria generale delle turbine a vapore multiple. Milano 1927.
- Zur Berechnung der Beschauflung von Ljungström-Dampfturbinen. Wien: Druck von Alois Mally, 1929.
- Carlo Colombi; Aurel Stodola: Circa alcune proprietà delle palettature di turbine a vapore multiple, tipo Parsons. Zürich: Orell Füssli Verlag, 1929.
- Note sur le calcul des turbo-compresseurs et sur leurs applications à l’industrie du froid.	Mâcon: Protat Frères, 1929.
- Les ailettages des turbines à vapeur multiples à action: exposé d’une nouvelle mèthode de calcul avec application à la dètermination numérique détaillée d’aubages. Paris: Dunod, 1929.
- L’influence de la surchauffe intermédiaire sur l’économie des installations motrices à vapeur. Liège: Imprimerie Georges Thone, 1930.
- L’état actuel de la construction des turbines à vapeur en Suisse. Lausanne: Office suisse d’expansion commerciale; Zürich: Institut Orell-Füssli, 1931.
- Bericht über die Arbeiten des Komitees des Internationalen Kälteinstituts für die Normung der Eiszellen und Eisgeneratoren. Berlin 1936.
- Das i-Φ-Diagramm und der Kreisprozess der Turbokompressoren. Berlin 1937.
- Note relative aux prises de vapeur pour préchauffage de l’eau d’alimentation d’une chaudière. Lausanne: Imprimerie La Concorde, 1937.
- Charles Colombi; Carlo Colombi: Le diagramme enthalpie potentiel thermodynamique I-Φ: ses propriétés et ses applications aux calculs des turbo-compresseurs et des installations frigorifiques. Paris: Dunod, 1940.
- Carlo Colombi; Charles Colombi: De la dynamique des pellicules superficielles à la dynamique des fluides. Lausanne: La Concorde, 1953.
- Appunti su metodi sperimentali in uso per lo studio delle schiere di palette di turbo-macchine. Milano: Barbieri, 1955.
- Regards vers la centrale thermo-électrique de demain. Lausanne: Ed. de la Société du Bulletin technique de la Suisse romande, 1956.
- Turbines à gaz en circuit fermé munies d’un réacteur nucléaire: note relative àcertaines propriétés des gaz utilizables: contribution àl’étude de la notion de travail continu maximum et desses applications pratiques: notamment au cas des installations dites de force et chauffage. Lausanne: Ed. de la Société du Bulletin Technique de la Suisse romande, 1957.
- La turbina a gas nelle centrali nucleari. Milano 1966.